# Eupora
Eupora é uma cidade localizada no estado americano de Mississippi, no Condado de Webster.

## Demografia
Segundo o censo americano de 2000, a sua população era de 2326 habitantes.
Em 2006, foi estimada uma população de 2248, um decréscimo de 78 (-3.4%).

## Geografia
De acordo com o United States Census Bureau tem uma área de
9,2 km², dos quais 8,4 km² cobertos por terra e 0,8 km² cobertos por água. Eupora localiza-se a aproximadamente 112 m acima do nível do mar.

## Localidades na vizinhança
O diagrama seguinte representa as localidades num raio de 28 km ao redor de Eupora.